# Campiglossa anomalina
Campiglossa anomalina är en tvåvingeart som först beskrevs av Mario Bezzi 1924.  Campiglossa anomalina ingår i släktet Campiglossa och familjen borrflugor. Inga underarter finns listade.